# Spodiopogon sibiricus
Spodiopogon sibiricus är en gräsart som beskrevs av Carl Bernhard von Trinius. Spodiopogon sibiricus ingår i släktet Spodiopogon och familjen gräs. Inga underarter finns listade i Catalogue of Life.

## Bildgalleri

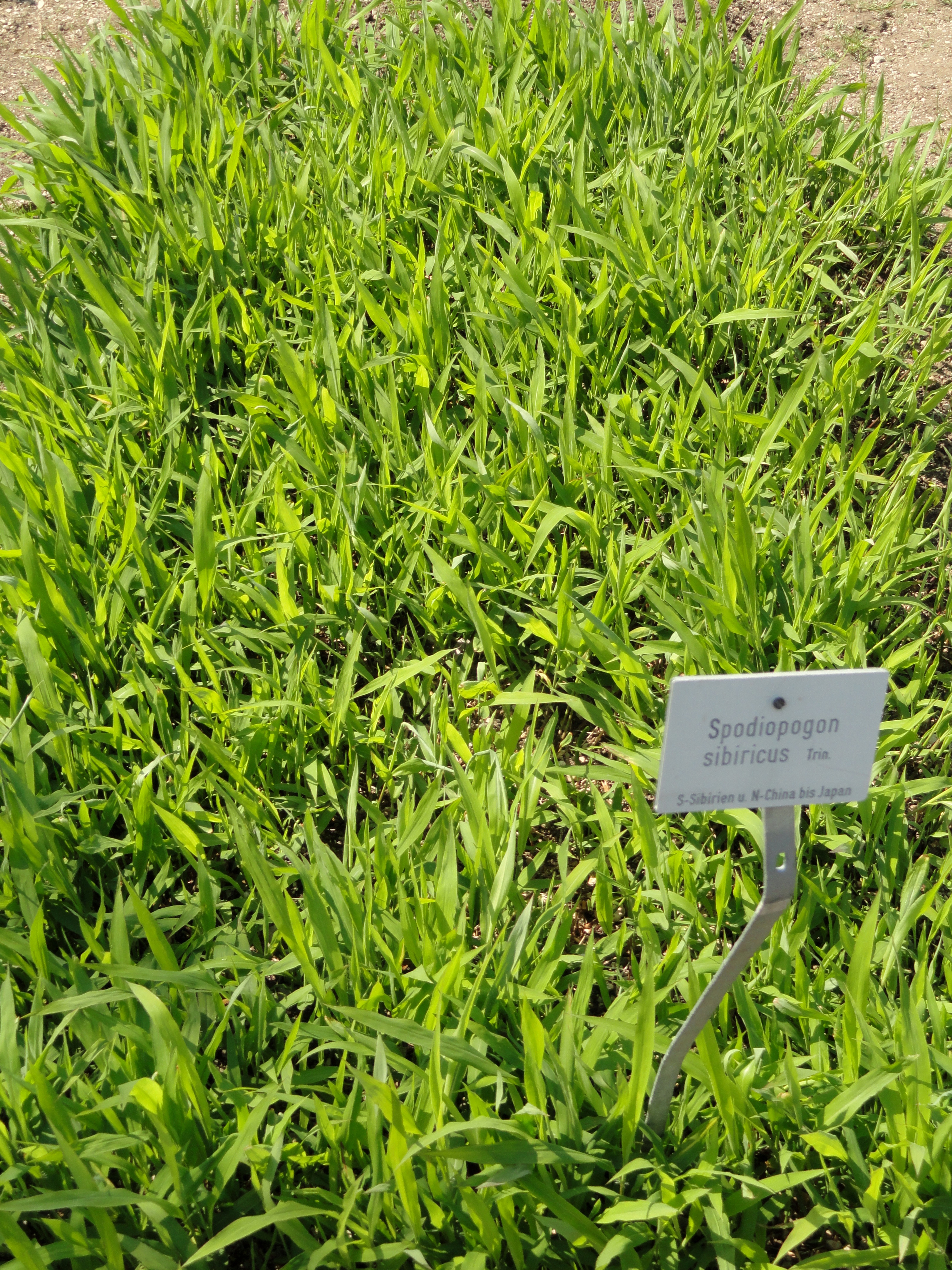